# Simboli patri italiani

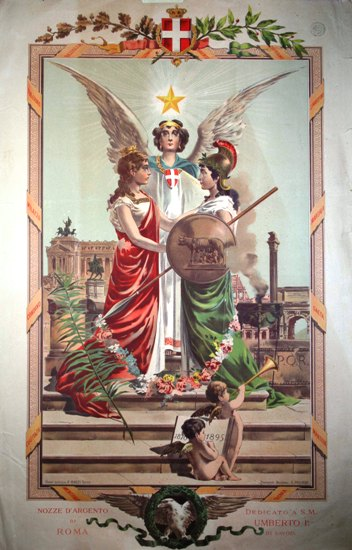
Stampa allegorica del 1895 celebrante il 25º anniversario della breccia di Porta Pia. La figura contiene numerosi simboli patri italiani associati ad allegorie della storia romana.

I simboli patri italiani sono i simboli che identificano univocamente l'Italia riflettendone la storia e la cultura. Sono usati per rappresentare la Nazione attraverso emblemi, metafore, personificazioni, allegorie, che sono condivisi dall'intero popolo italiano.
Alcuni di essi sono ufficiali, cioè sono riconosciuti dalle autorità statali italiane, mentre altri fanno parte dell'identità del paese senza essere definiti normativamente. Altri ancora non sono più utilizzati poiché sostituiti.

## Descrizione

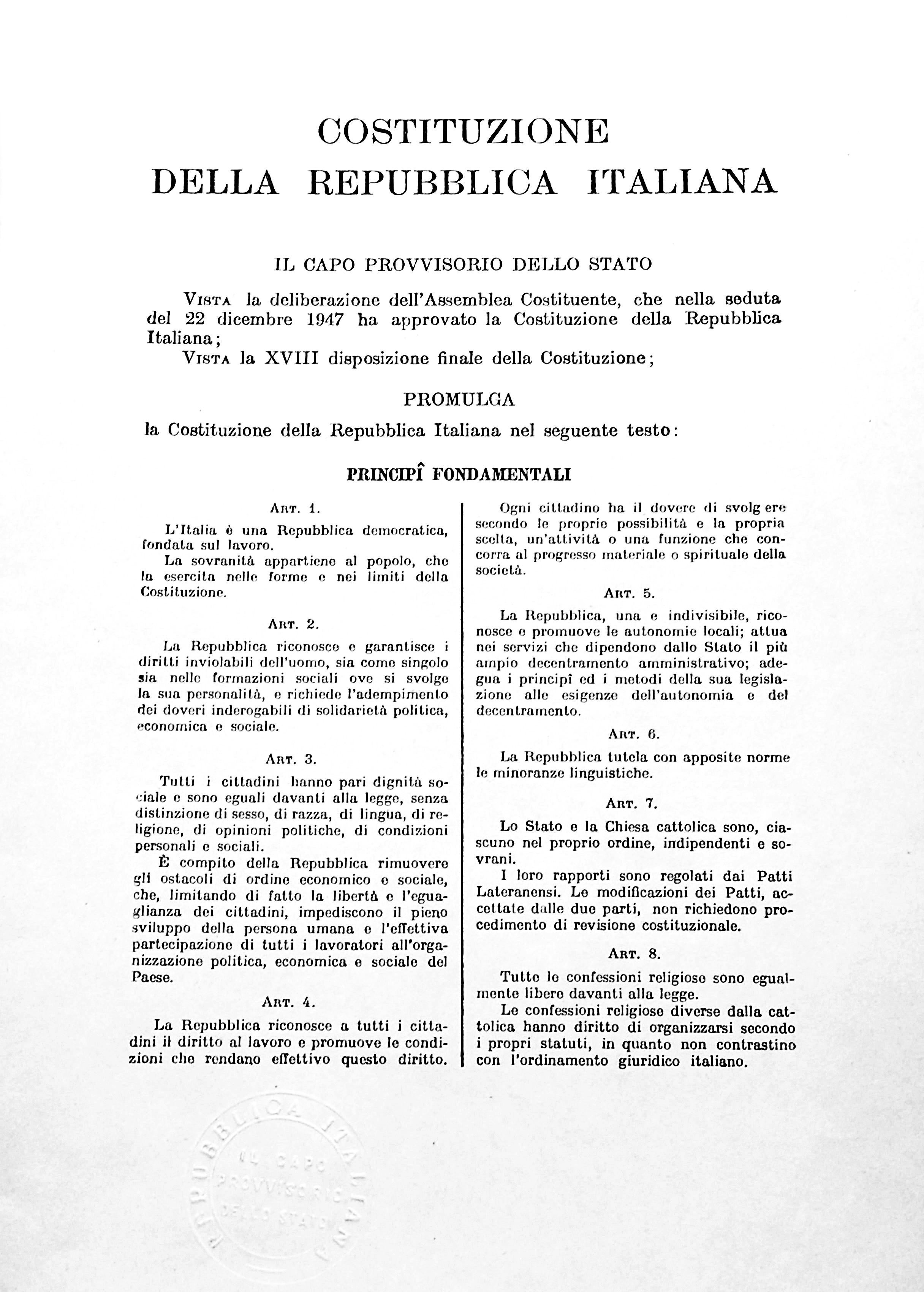
Prima pagina dell'originale Costituzione della Repubblica Italiana custodita presso l'archivio storico della Presidenza della Repubblica. L'unico simbolo patrio ufficialmente riconosciuto nella carta costituzionale italiana è la bandiera

I tre simboli ufficiali principali, la cui tipologia è presente nella simbologia di tutte le nazioni, sono:
- la bandiera d'Italia, ossia il vessillo nazionale tricolore verde, bianco e rosso, così come disposto dall'articolo 12 della Costituzione della Repubblica Italiana;[N 2]
- l'emblema della Repubblica Italiana, ovvero il simbolo iconico identificativo dello Stato italiano;
- Il Canto degli Italiani di Goffredo Mameli e Michele Novaro, ossia l'inno nazionale italiano, che è eseguito in tutte le manifestazioni pubbliche.

Di questi solamente la bandiera è menzionata esplicitamente nella Costituzione italiana; questo inserimento normativo pone la bandiera sotto la protezione della legge, rendendo possibili sanzioni penali per vilipendio alla stessa.
Altri simboli ufficiali, come riportato dalla Presidenza della Repubblica Italiana, sono:
- lo stendardo presidenziale italiano, ossia il vessillo distintivo che rappresenta la Presidenza della Repubblica Italiana;
- il Vittoriano o Altare della Patria, ovvero il monumento nazionale dedicato a re Vittorio Emanuele II di Savoia, primo Sovrano dell'Italia unita e fondatore della Patria, che ospita il sacello del Milite Ignoto.
- la Festa della Repubblica Italiana, ossia la giornata celebrativa nazionale istituita per ricordare la nascita della Repubblica Italiana, che si festeggia ogni anno il 2 giugno, data del referendum istituzionale del 1946 con cui venne abolita la monarchia;

L'insegnamento nelle scuole dell'inno di Mameli, la riflessione sugli eventi risorgimentali e sull'adozione della bandiera tricolore sono prescritti dalla legge n. 222 del 23 novembre 2012.
Vi sono poi degli altri simboli o emblemi dell'Italia che, pur non essendo definiti normativamente, fanno parte dell'identità italiana:
- I colori nazionali dell'Italia, ossia il verde, il bianco e il rosso, collettivamente chiamati "il Tricolore";
- l'Italia turrita, ossia la personificazione nazionale dell'Italia nell'aspetto di una giovane donna con il capo cinto da una corona muraria completata da torri (da cui il termine "turrita");
- la coccarda italiana tricolore, ovvero l'ornamento nazionale dell'Italia, ottenuta ripiegando a plissé un nastro verde, bianco e rosso mediante la tecnica detta plissage ("pieghettatura");
- l'azzurro Savoia, il colore nazionale utilizzato in vari ambiti ufficiali, tra cui sulla cravatta della bandiera italiana, sulla sciarpa azzurra, che contraddistingue la divisa degli ufficiali delle forze armate italiane, sulla maglia azzurra, ovvero sull'uniforme adottata da quasi tutte le compagini sportive che rappresentano l'Italia in ambito internazionale e sulla coccarda italiana azzurra;
- il corbezzolo, ovvero il piccolo albero diventato simbolo dell'unità nazionale per via delle sue foglie verdi, dei suoi fiori bianchi e delle sue bacche rosse, colori che richiamano la bandiera italiana;[5]
- la Stella d'Italia, il simbolo identitario più antico della terra italiana, dato che risale all'antica Grecia;[6]
- le Frecce Tricolori, ovvero la pattuglia acrobatica nazionale dell'Aeronautica Militare Italiana.

Altri simboli, non più utilizzati poiché sostituiti, sono:
- la lira italiana, ossia la moneta nazionale che ebbe corso legale in Italia sino al 28 febbraio 2002, quando fu sostituita dall'euro;
- lo stemma del Regno d'Italia, che fu lo stemma ufficiale del Regno dal 1861 al 1946, quando venne sostituito dall'emblema della Repubblica Italiana.

## Simboli ufficiali

### Bandiera d'Italia

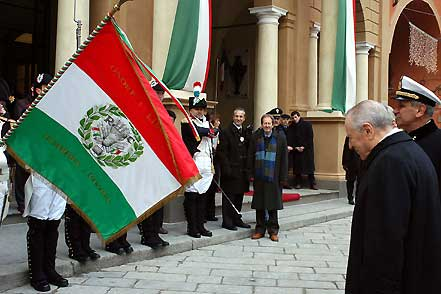
L'allora Presidente della Repubblica Carlo Azeglio Ciampi rende gli onori alla prima bandiera italiana durante la Festa del Tricolore del 7 gennaio 2004 a Reggio nell'Emilia.

La bandiera d'Italia, conosciuta in lingua italiana anche come il tricolore, è una bandiera a tre colori composta da verde, bianco e rosso partendo dall'asta, a tre bande verticali di eguali dimensioni, così definita dall'articolo 12 della Costituzione della Repubblica Italiana, pubblicata sulla Gazzetta Ufficiale n. 298, edizione straordinaria, del 27 dicembre 1947. La legge ne regolamenta l'utilizzo e l'esposizione, ne tutela la difesa prevedendo il reato di vilipendio della stessa e ne prescrive l'insegnamento nelle scuole insieme agli altri simboli patri italiani.
Alla bandiera italiana è dedicata la Festa del Tricolore, istituita dalla legge n. 671 del 31 dicembre 1996, che si tiene ogni anno il 7 gennaio. Questa celebrazione ricorda la prima adozione ufficiale del tricolore come bandiera nazionale da parte di uno Stato italiano sovrano, la Repubblica Cispadana, che avvenne il 7 gennaio 1797 in un salone del palazzo comunale di Reggio nell'Emilia, poi chiamato Sala del Tricolore, sulla scorta degli eventi susseguenti alla rivoluzione francese (1789-1799) che propugnò, tra i suoi ideali, l'autodeterminazione dei popoli.
Ad avanzare la proposta di adozione di una bandiera nazionale verde, bianca e rossa fu Giuseppe Compagnoni – che per questo è ricordato come il "padre del tricolore" – nella XIV sessione del congresso cispadano, assemblea formata da 100 deputati provenienti da Bologna, Ferrara, Modena e Reggio nell'Emilia che in precedenza aveva proclamato la nascita della Repubblica Cispadana.
Dopo la data del 7 gennaio 1797 la considerazione popolare per la bandiera italiana crebbe costantemente, sino a farla diventare uno dei simboli più importanti del Risorgimento, che culminò il 17 marzo 1861 con la proclamazione del Regno d'Italia, di cui il tricolore divenne vessillo nazionale. La bandiera tricolore ha attraversato più di due secoli di storia d'Italia, salutandone tutti gli avvenimenti più importanti.

### Il Canto degli Italiani
Il Canto degli Italiani, conosciuto anche come Fratelli d'Italia, Inno di Mameli, Canto nazionale o Inno d'Italia, è un canto risorgimentale scritto da Goffredo Mameli e musicato da Michele Novaro nel 1847, inno nazionale della Repubblica Italiana. Il brano, un 4/4 in si bemolle maggiore, è costituito da sei strofe e da un ritornello che viene cantato alla fine di ogni strofa. Il sesto gruppo di versi, che non viene quasi mai eseguito, richiama il testo della prima strofa.
Il canto fu molto popolare durante il Risorgimento e nei decenni seguenti, sebbene dopo l'unità d'Italia (1861) come inno del Regno d'Italia fosse stata scelta la Marcia reale, che era il brano ufficiale di Casa Savoia. Il Canto degli Italiani era infatti considerato troppo poco conservatore rispetto alla situazione politica dell'epoca: Fratelli d'Italia, di chiara connotazione repubblicana e giacobina, mal si conciliava con l'esito del Risorgimento, che fu di stampo monarchico.
Dopo la seconda guerra mondiale l'Italia diventò una repubblica e il Canto degli Italiani fu scelto, il 12 ottobre 1946, come inno nazionale provvisorio, ruolo che ha conservato anche in seguito rimanendo inno de facto della Repubblica Italiana. Nei decenni si sono susseguite varie iniziative parlamentari per renderlo inno nazionale ufficiale, fino a giungere alla legge n. 181 del 4 dicembre 2017, che ha dato al Canto degli Italiani lo status di inno nazionale de iure.
Il testo fu scritto nell'autunno del 1847 dal patriota Goffredo Mameli, che lo inviò a Torino per farlo musicare dal maestro Michele Novaro: l'inno esordì il 10 dicembre 1847 a Genova sul piazzale del santuario della Nostra Signora di Loreto del quartiere di Oregina, in occasione della commemorazione del centenario della rivolta del quartiere genovese di Portoria contro gli occupanti asburgici all'epoca della guerra di successione austriaca.

### Emblema della Repubblica Italiana

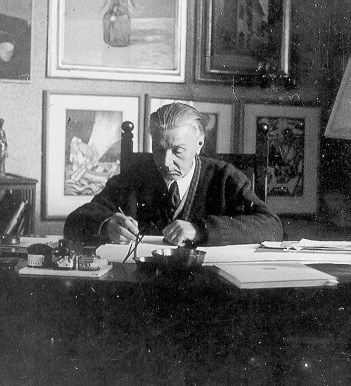
Paolo Paschetto, l'artista che disegnò l'emblema della Repubblica Italiana.

L'emblema della Repubblica Italiana è l'emblema nazionale identificativo dello Stato italiano. Approvato dall'Assemblea Costituente il 31 gennaio 1948, lo stemma finale venne ratificato definitivamente il 5 maggio successivo dal presidente della Repubblica Enrico De Nicola con decreto legislativo n. 535 per poi essere pubblicato sulla Gazzetta Ufficiale n. 122 del 28 maggio 1948. Il bozzetto iniziale fu realizzato dall'artista Paolo Paschetto, vincitore dei due concorsi pubblici indetti, rispettivamente, nel 1946 e nel 1947.
È formato dalla Stella d'Italia sovrapposta a una ruota dentata d'acciaio, simbolo del lavoro, che è alla base della Repubblica (vedere l'articolo 1 della Costituzione italiana). Questo riferimento al lavoro non va però inteso come una norma giuridica, che obbligherebbe lo Stato a tutelarlo nel dettaglio, bensì a un richiamo al principio a esso collegato, che è fondativo della società italiana. Il secondo comma, invece, assegnando la sovranità esclusivamente al popolo, stabilisce il carattere democratico della repubblica.
L'insieme formato dalla ruota dentata e la stella d'Italia è racchiuso da un ramo di quercia, situato sulla destra, che simboleggia la forza e la dignità del popolo italiano (in lingua latina il termine robur significa infatti sia quercia sia forza morale e fisica), e da uno di olivo, situato invece sulla sinistra, che rappresenta la volontà di pace dell'Italia, sia interna sia nei confronti delle altre nazioni.
L'emblema della Repubblica Italiana non si può definire stemma in quanto è privo dello scudo; quest'ultimo costituisce infatti, secondo la definizione araldica, una parte essenziale degli stemmi (al contrario di altre decorazioni come, ad esempio, corone, elmi o fronde, che sono parti accessorie). Per tale motivo risulta più corretto riferirvisi con il termine di "emblema nazionale".

### Stendardo presidenziale italiano
Lo stendardo presidenziale italiano è il vessillo distintivo della presenza del Presidente della Repubblica Italiana. Esso segue, pertanto, il Capo dello Stato ogni qual volta si allontani dal Palazzo del Quirinale, presso il quale è esposto durante la sua presenza. Lo stendardo è esposto sui mezzi di trasporto a bordo dei quali sale il presidente, all'esterno delle prefetture quando il presidente è in visita a una città e all'interno delle sale dove interviene in veste ufficiale.
Lo stendardo richiama i colori della Bandiera nazionale italiana, con particolare riferimento al vessillo della storica Repubblica Italiana del 1802-1805; la forma quadrata e la bordatura azzurra simboleggiano le forze armate italiane, di cui il Presidente è comandante in capo. Nel 1986 fu istituito uno stendardo per il presidente supplente della Repubblica. Tale stendardo, che è simile al primo vessillo del presidente, anziché blu, è bianco con cornice blu; inoltre, l'emblema della Repubblica, anziché essere color oro, è color argento. Nel 2001 si è creata, invece, l'insegna distintiva per i presidenti emeriti della Repubblica.

### Vittoriano
Il Monumento nazionale a Vittorio Emanuele II o (Mole del) Vittoriano, anche detto Altare della Patria, è un complesso monumentale nazionale italiano situato a Roma in piazza Venezia sul versante settentrionale del colle del Campidoglio, opera dell'architetto Giuseppe Sacconi, che è stato costruito a partire dal 1885 con la conclusione dei lavori che è avvenuta nel 1935, quando è stato completato in tutte le sue parti. L'inaugurazione ufficiale, e la contemporanea apertura al pubblico, sono avvenute in precedenza, nel 1911, in occasione degli eventi collegati al 50º anniversario dell'Unità d'Italia.

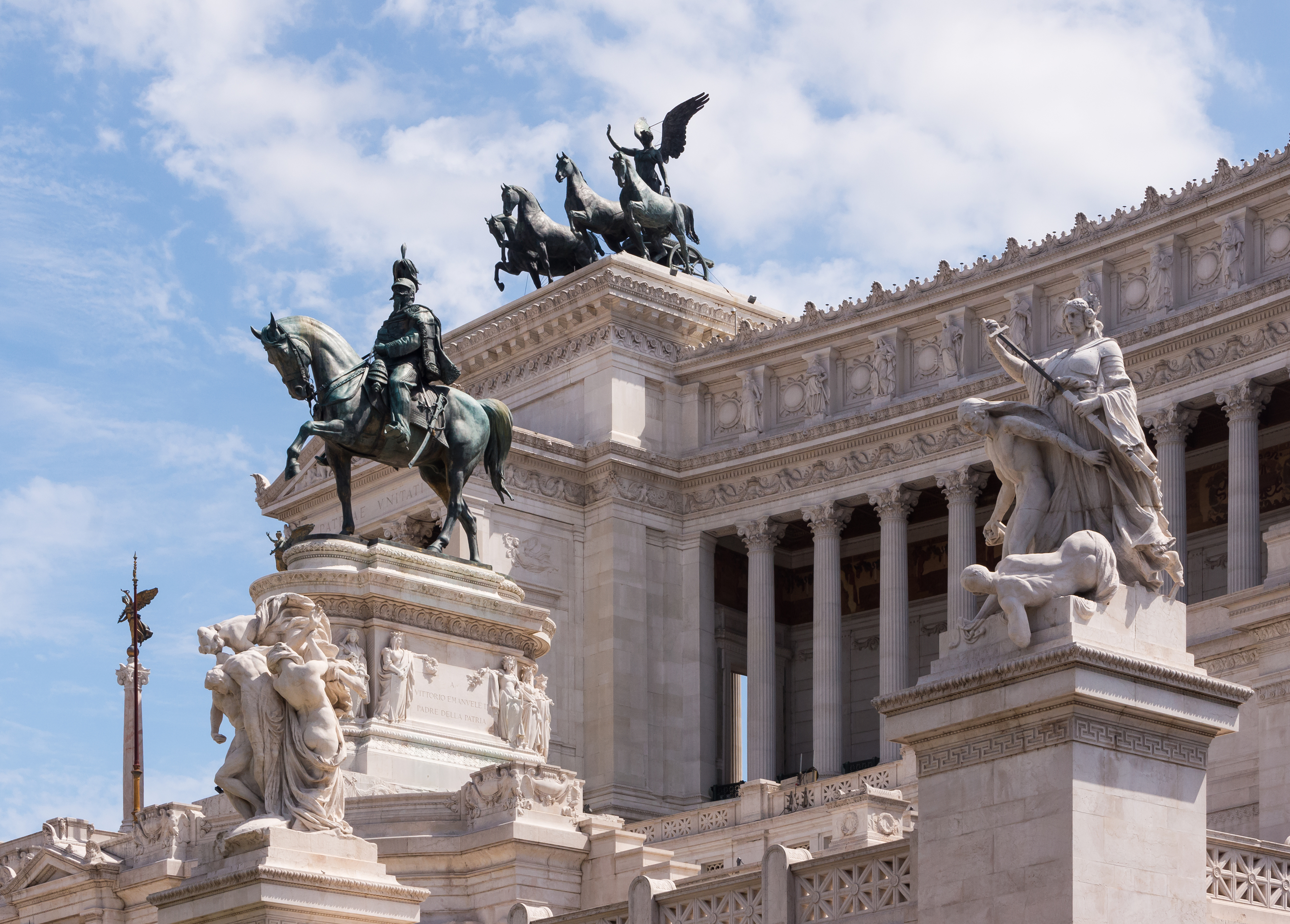
Scorcio delle opere artistiche e architettoniche presenti nel Vittoriano.

Il Vittoriano è stato architettonicamente ideato come un grande e moderno foro aperto ai cittadini, organizzato come un'agorà su tre livelli collegati da gradinate, sulla cui sommità è presente un maestoso portico caratterizzato da un lungo colonnato e da due imponenti propilei. Ha un grande valore simbolico e rappresentativo, visto che è architettonicamente e artisticamente incentrato sul Risorgimento nazionale, periodo della storia italiana durante il quale l'Italia conseguì la propria unità nazionale. Per tale motivo, è considerato uno dei simboli patri italiani. Il Vittoriano comprende opere artistiche aventi un preciso simbolismo che rappresentano, tramite metafore, le virtù e i sentimenti, molto spesso resi come personificazioni allegoriche, che hanno animato gli italiani durante il Risorgimento.
Centro architettonico del Vittoriano è la statua equestre di Vittorio Emanuele II, che è l'unica rappresentazione non simbolica presente nel monumento, dato che è la raffigurazione di re Vittorio Emanuele II di Savoia, personaggio storico realmente esistito. Il termine "Vittoriano" deriva proprio dal nome Vittorio Emanuele II di Savoia, primo re dell'Italia unita, protagonista del Risorgimento e fautore del processo di unificazione italiana, tant'è che viene indicato dalla storiografia come "Padre della Patria". Il centro simbolico del Vittoriano è invece l'Altare della Patria, inizialmente pensato come ara della dea Roma e poi consacrato anche a sacello del Milite Ignoto; dato il suo grande valore rappresentativo, l'intero Vittoriano è spesso chiamato con questo nome, sebbene l'Altare della Patria ne rappresenti solo una parte.
Fin dalla sua inaugurazione il Vittoriano è teatro di importanti momenti celebrativi; ciò ha accentuato il suo ruolo di simbolo dell'identità nazionale. Le celebrazioni più importanti che hanno luogo al Vittoriano si svolgono annualmente in occasione dell'Anniversario della liberazione d'Italia (25 aprile), della Festa della Repubblica Italiana (2 giugno) e della Giornata dell'Unità Nazionale e delle Forze Armate (4 novembre), durante le quali il Presidente della Repubblica Italiana e le massime cariche dello Stato rendono omaggio al sacello del Milite Ignoto con la deposizione di una corona d'alloro in ricordo ai caduti e ai dispersi italiani nelle guerre.

### Festa della Repubblica Italiana

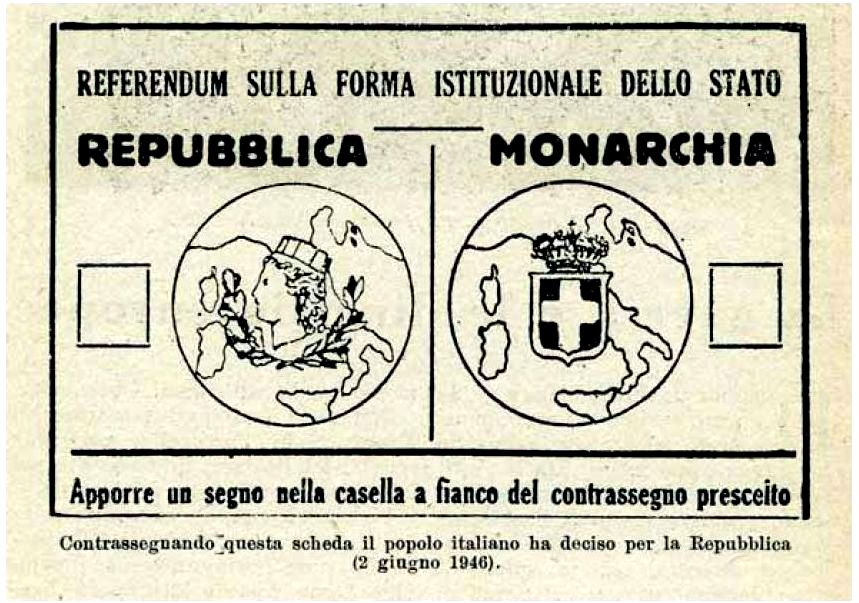
Scheda del referendum istituzionale del 2 giugno 1946. Nel cerchio di sinistra è presente la raffigurazione dell'Italia turrita, mentre in quello di destra quella dello stemma sabaudo.

La festa della Repubblica Italiana è una giornata celebrativa nazionale italiana istituita per ricordare la nascita della Repubblica Italiana. Si festeggia ogni anno il 2 giugno, data del referendum istituzionale del 1946, con la celebrazione principale che avviene a Roma. Il cerimoniale della manifestazione organizzata a Roma comprende la deposizione di una corona d'alloro in omaggio al Milite Ignoto all'Altare della Patria da parte del Presidente della Repubblica Italiana e una parata militare lungo via dei Fori Imperiali.
Questa data ricorda il referendum istituzionale con il quale gli italiani vennero chiamati alle urne per decidere quale forma di Stato – monarchia o repubblica – dare al Paese. Il referendum fu indetto al termine della seconda guerra mondiale, qualche anno dopo la caduta del fascismo, il regime dittatoriale che era stato sostenuto dalla famiglia reale italiana per circa vent'anni.
Questo referendum istituzionale fu la prima votazione a suffragio universale indetta in Italia. Il risultato della consultazione popolare, 12 717 923 a favore della repubblica e 10 719 284 a favore della monarchia, venne comunicato ufficialmente il 18 giugno 1946, quando la Corte di cassazione dichiarò, dopo 85 anni di regno, la nascita della Repubblica Italiana.

## Simboli non ufficiali

### Azzurro
Il blu Savoia è una gradazione di blu di saturazione compresa fra il blu pavone e il pervinca, più chiaro del blu pavone. Colore nazionale dell'Italia, deve il suo nome al fatto di essere il colore di Casa Savoia, dinastia regnante in Italia dal 1861 al 1946. Diventato colore nazionale italiano con l'unità d'Italia (1861), il suo uso è continuato anche dopo la nascita della Repubblica Italiana (1946).

Lo stendardo del Presidente del Consiglio dei ministri della Repubblica Italiana

Le sue origini risalgono al 1366, quando Amedeo VI di Savoia, detto Il Conte Verde, in partenza per una crociata, volle che sulla sua nave ammiraglia, accanto allo stendardo rosso-crociato in argento dei Savoia sventolasse una grande bandiera azzurra in omaggio alla Madonna.
Sempre in omaggio alla Vergine, i nastri dell'Ordine supremo della Santissima Annunziata, massima insegna cavalleresca italiana in epoca monarchica, erano di colore azzurro, così come azzurri sono i nastri delle decorazioni al valor militare (medaglia d'oro al valor militare, medaglia d'argento al valor militare, medaglia di bronzo al valor militare, croce di guerra al valor militare).
Il blu Savoia è stato conservato in alcuni ambiti istituzionali anche dopo la proclamazione della Repubblica Italiana: di questa tonalità è infatti il bordo dello stendardo presidenziale italiano (il blu, in araldica, significa "legge" e "comando") ed è il colore dominante delle bandiere istituzionali di alcune importanti cariche pubbliche (Presidente del Consiglio, ministro e sottosegretari della difesa, alti gradi della Marina e dell'Aeronautica Militare).
La tonalità azzurra del colore blu Savoia, già in uso sulle coccarde militari, sulle cravatte delle bandiere e sulle fasce degli ufficiali sabaudi, continua ancora adesso ad apparire come uno dei colori di riferimento e di riconoscimento dell'Italia, tant'è che è diventato la tonalità usata sulle maglie sportive nazionali italiane, sulla sciarpa azzurra in dotazione agli ufficiali delle forze armate italiane, sulla fascia distintiva dei presidenti di provincia, sulla coccarda italiana azzurra e sui velivoli utilizzati dalle Frecce Tricolori, anch'esse tradizioni che non si sono mai interrotte neppure in occasione della nascita della Repubblica Italiana.
Il 6 gennaio 1911 venne adottata per la prima volta dalla Nazionale italiana di calcio, in omaggio ai Savoia, all'epoca casa reale italiana, la maglia azzurra. Sull'onda del successo del calcio come sport nazionale, l'azzurro divenne gradualmente il colore delle divise di quasi tutti i rappresentanti nazionali sportivi italiani, tanto che dal secondo dopoguerra incominciò a essere considerato un simbolo patrio al pari della bandiera tricolore.

### Coccarda italiana azzurra
La coccarda italiana azzurra è uno degli ornamenti rappresentativi dell'Italia, ottenuta pieghettando circolarmente un nastro azzurro. Derivante dal blu Savoia, colore della casa regnante italiana dal 1861 al 1946, la coccarda azzurra è rimasta ufficialmente in uso fino 1947, quando è entrata in vigore la costituzione della Repubblica Italiana, dopo di cui è stata sostituita, in tutte le sedi ufficiali, dalla coccarda italiana tricolore. In ambito militare, la coccarda italiana azzurra è stata sostituita da quella tricolore un secolo prima, nel 1848, durante la prima guerra d'indipendenza.
La coccarda azzurra affonda le sue origini almeno nel XVII secolo, come testimoniato da alcuni documenti, che ne confermano la presenza sulle uniformi militari in uso ai tempi di Vittorio Amedeo II di Savoia. Altri documenti ne testimoniano l'uso anche nel XVIII secolo.

### Coccarda italiana tricolore

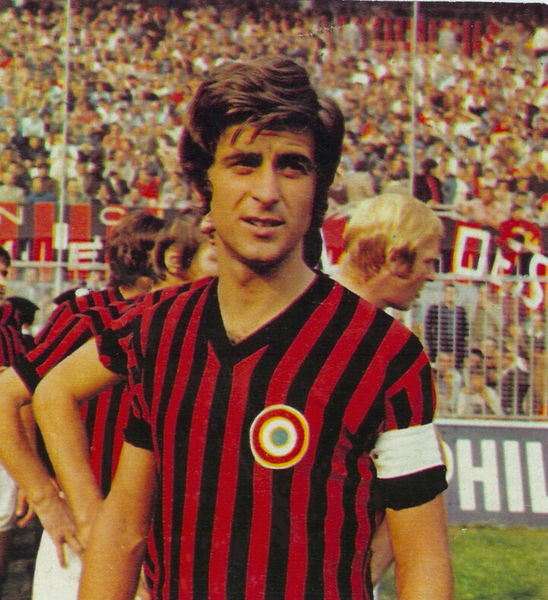
Il calciatore del Gianni Rivera con la coccarda tricolore appuntata sulla maglia.

La coccarda italiana tricolore è l'ornamento nazionale dell'Italia, ottenuta ripiegando a plissé un nastro verde, bianco e rosso mediante la tecnica detta plissage ("pieghettatura"). È composta dai tre colori della bandiera italiana con il verde al centro, il bianco subito all'esterno e il rosso sul bordo: questa convenzione sulla posizione dei colori deriva dalle coccarde utilizzate a Bologna nel 1794 durante un tentativo di sommossa, che avevano questa composizione cromatica. La coccarda con il rosso e il verde invertiti di posizione è invece quella dell'Iran.
Come già accennato la coccarda italiana tricolore comparve per la prima volta a Genova il 21 agosto 1789, e con essa i tre colori nazionali italiani, anticipando di sette anni il primo stendardo militare tricolore, che venne adottato dalla Legione Lombarda l'11 ottobre 1796, e di otto anni la nascita della bandiera d'Italia, che ebbe le sue origini, come già accennato, il 7 gennaio 1797, quando diventò per la prima volta vessillo nazionale di uno Stato italiano sovrano, la Repubblica Cispadana.
Il verde, il bianco e il rosso applicati su una coccarda tricolore ricomparirono durante la fallita sommossa di Bologna contro lo Stato Pontificio del 13-14 novembre 1794 per opera di Luigi Zamboni e Giovanni Battista De Rolandis. La coccarda italiana tricolore è uno dei simboli dell'Aeronautica Militare Italiana e una sua riproduzione in stoffa è cucita sulle maglie delle squadre sportive detentrici delle Coppe Italia che si organizzano in diversi sport di squadra nazionali.

### Colori nazionali dell'Italia
I colori nazionali dell'Italia sono il verde, il bianco e il rosso, collettivamente chiamati "il Tricolore". I tre colori nazionali italiani comparvero per la prima volta a Genova il 21 agosto 1789 sulla coccarda italiana tricolore circa un mese dopo lo scoppio della Rivoluzione francese, mentre il 7 gennaio 1797 apparirono per la prima volta su una bandiera.
Nello sport italiano è invece diffusamente utilizzato l'azzurro Savoia, tonalità cromatica che è stata adottata per la prima volta nel 1910 sulle divise della Nazionale di calcio dell'Italia e che deve il suo nome al fatto di essere il colore di Casa Savoia, dinastia regnante in Italia dal 1861 al 1946. Divenuto colore nazionale con l'unità d'Italia (1861), il suo uso è continuato anche dopo la nascita della Repubblica Italiana (1946) con il nome di "azzurro italiano".
Nell'automobilismo il colore usato per contraddistinguere le vetture italiane è invece il rosso corsa, mentre in altre discipline come il ciclismo e gli sport invernali la tonalità utilizzato sulle divise degli atleti italiani è spesso il bianco.

### Corbezzolo
Il corbezzolo è considerato un simbolo dell'unità nazionale: con le sue foglie verdi, i suoi fiori bianchi e le sue bacche rosse richiama infatti la bandiera d'Italia. Il primo che associò la pianta di corbezzolo al tricolore italiano fu Giovanni Pascoli, che per commentare il passo dell'Eneide di Virgilio in cui si parla del cadavere di Pallante adagiato su rami di corbezzolo, scrisse l'ode Al corbezzolo, in cui considera Pallante il primo eroe morto per la causa nazionale e il corbezzolo la prefigurazione del Tricolore. Il tema fu ripreso, sempre da Pascoli, nel carme Inno a Roma.

### Frecce Tricolori

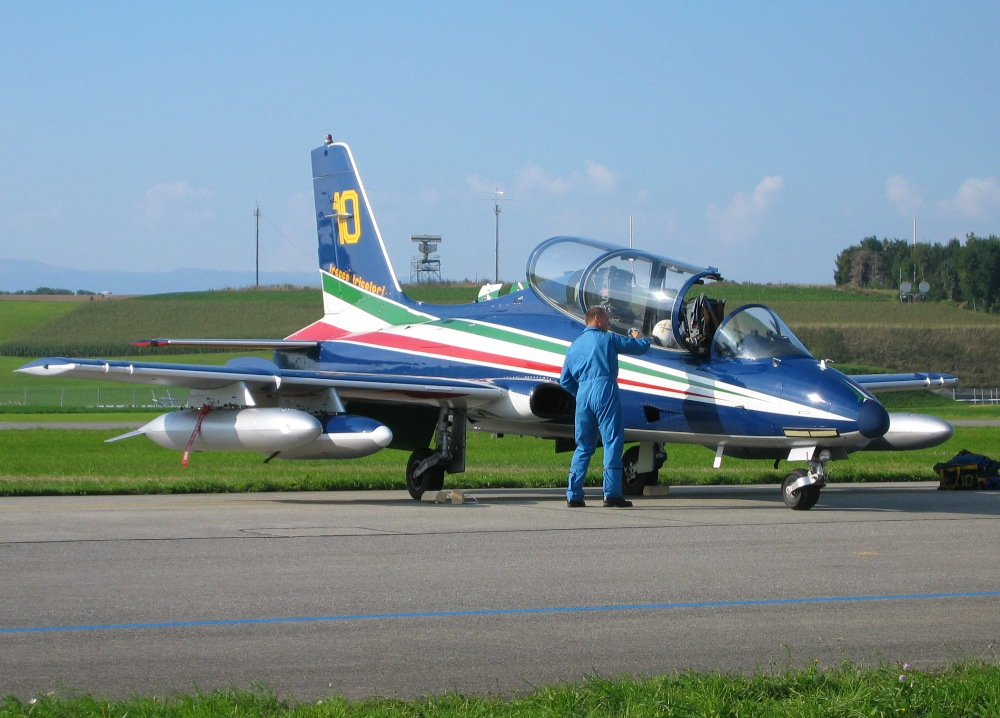
Un Aermacchi MB-339PAN delle Frecce Tricolori.

Le Frecce Tricolori, il cui nome per esteso è Pattuglia Acrobatica Nazionale, costituente il 313º Gruppo Addestramento Acrobatico, sono la pattuglia acrobatica nazionale (PAN) dell'Aeronautica Militare Italiana, nate nel 1961 in seguito alla decisione dell'Aeronautica Militare di creare un gruppo permanente per l'addestramento all'acrobazia aerea collettiva dei suoi piloti. Hanno sede all'aeroporto di Rivolto, in provincia di Udine.
Con dieci aerei, di cui nove in formazione e uno solista, sono la pattuglia acrobatica più numerosa del mondo, e il loro programma di volo, comprendente una ventina di acrobazie e della durata di circa mezz'ora, le ha rese le più famose. Dal 1982 utilizzano come velivolo gli Aermacchi MB-339 A/PAN MLU.
Le Frecce Tricolori hanno tre programmi di esecuzione delle acrobazie: alto, basso, e piatto, a seconda delle condizioni meteorologiche e alle caratteristiche dell'area dell'esibizione. Il programma alto viene scelto quando la base delle nuvole si trova sopra i 1.000 m ed è caratterizzato dall'esecuzione delle figure acrobatiche interamente sul piano verticale; il programma basso viene preferito invece quando le nubi non superano i 500 – 600 m e non si compiono manovre verticali (come looping o la bomba); infine, la variante piatto prevede passaggi della formazione a bassa quota.
Da alcuni anni, quando possibile, le esibizioni della PAN si chiudono con la formazione al completo che disegna nel cielo un tricolore lungo cinque chilometri, mentre dagli altoparlanti a terra, per l'intera durata del passaggio, viene trasmesso il passaggio finale dell'aria Nessun dorma dell'opera lirica Turandot di Giacomo Puccini interpretato dal tenore Luciano Pavarotti.

### Italia turrita

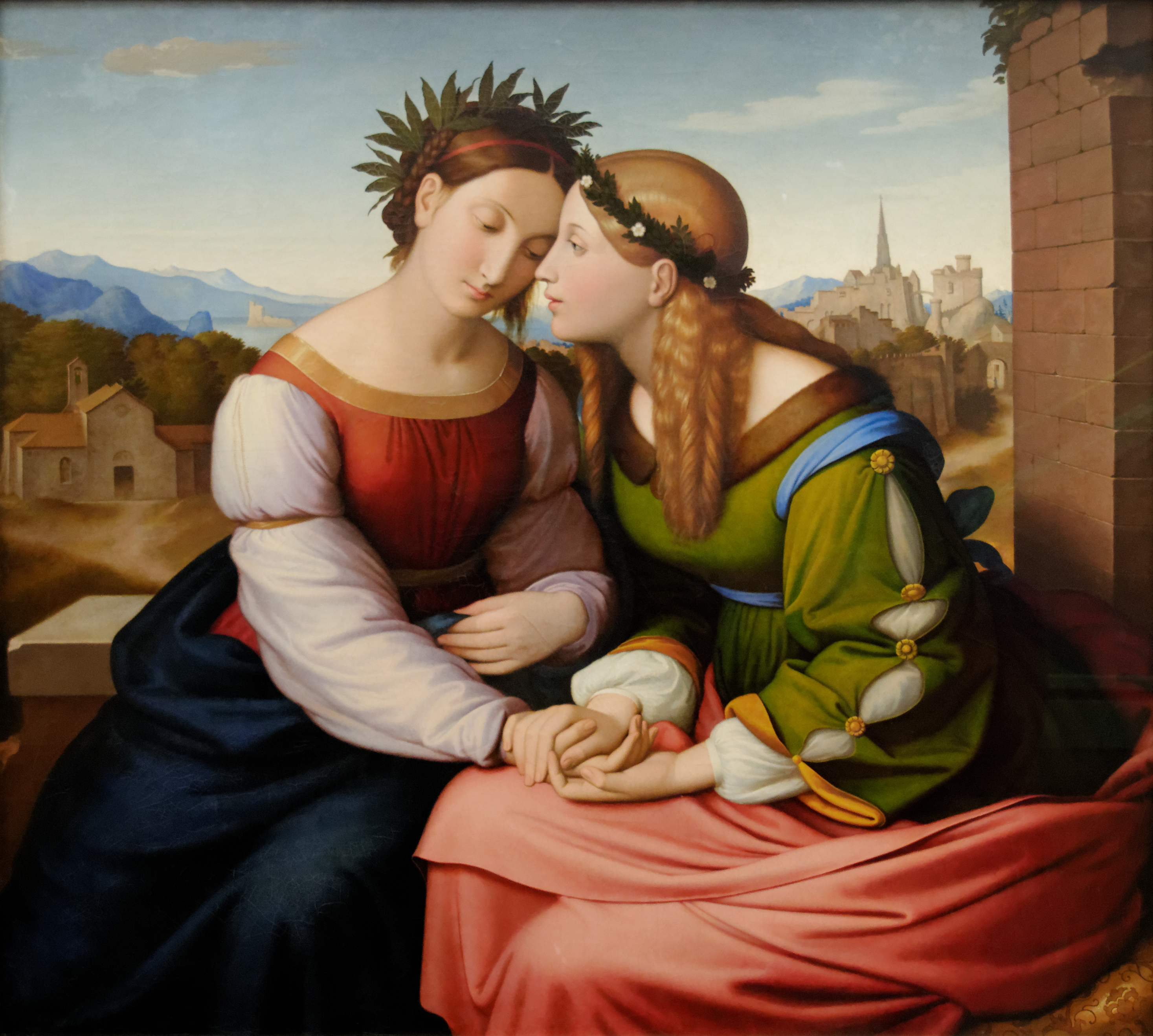
Italia e Germania di Friedrich Overbeck, 1828, che è conservato al Neue Pinakothek di Monaco di Baviera, in Germania.

L'Italia turrita è la personificazione nazionale dell'Italia, nell'aspetto di una giovane donna con il capo cinto da una corona muraria completata da torri (da cui il termine "turrita"). È spesso accompagnata dalla Stella d'Italia, da cui la cosiddetta Italia turrita e stellata, e da altri attributi aggiuntivi, il più comune dei quali è la cornucopia.
La rappresentazione allegorica con le torri, che trae le sue origini dall'antica Roma, è tipica dell'araldica civica italiana, tant'è che la corona muraria è anche il simbolo delle città d'Italia. Dal XIV secolo l'Italia turrita incominciò a essere raffigurata come una donna sconfortata e tormentata dalla sofferenza, visto il ruolo di secondo piano assunto dalla penisola italiana dopo la caduta dell'Impero romano d'Occidente. La popolarità dell'Italia turrita ha toccato il suo ultimo apice nel XIX secolo, durante il Risorgimento: dopo l'unità d'Italia è cominciato un declino che l'ha portata quasi all'oblio, superata per importanza da altri simboli.
In età repubblicana l'immagine dell'Italia turrita è stata ampiamente utilizzata nei contesti in cui era necessario sostituire il ritratto del re. Venne rappresentata sui francobolli dell'omonima serie, stampata dal 1954 al 1980, così come nella filigrana della carta bollata. Appariva anche su alcune monete (50 lire del 1996, 100 lire del 1993 e 1000 lire del 1997). È infine raffigurata sul retro della carta d'identità italiana cartacea.
L'Italia turrita è stata nei secoli ampiamente raffigurata in ambito artistico, politico e letterario. Il suo aspetto più classico, che deriva dal mito primordiale della Grande Madre mediterranea e che è stato definitivamente specificato a cavallo tra il XVI e il XVII secolo da Cesare Ripa, vuole trasmettere simbolicamente la regalità e la nobiltà delle città italiane (grazie alla presenza della corona turrita), l'abbondanza dei raccolti agricoli della penisola italiana (rappresentata dalla cornucopia) e il fulgido destino dell'Italia (simboleggiato dalla Stella d'Italia).

### Maglia azzurra

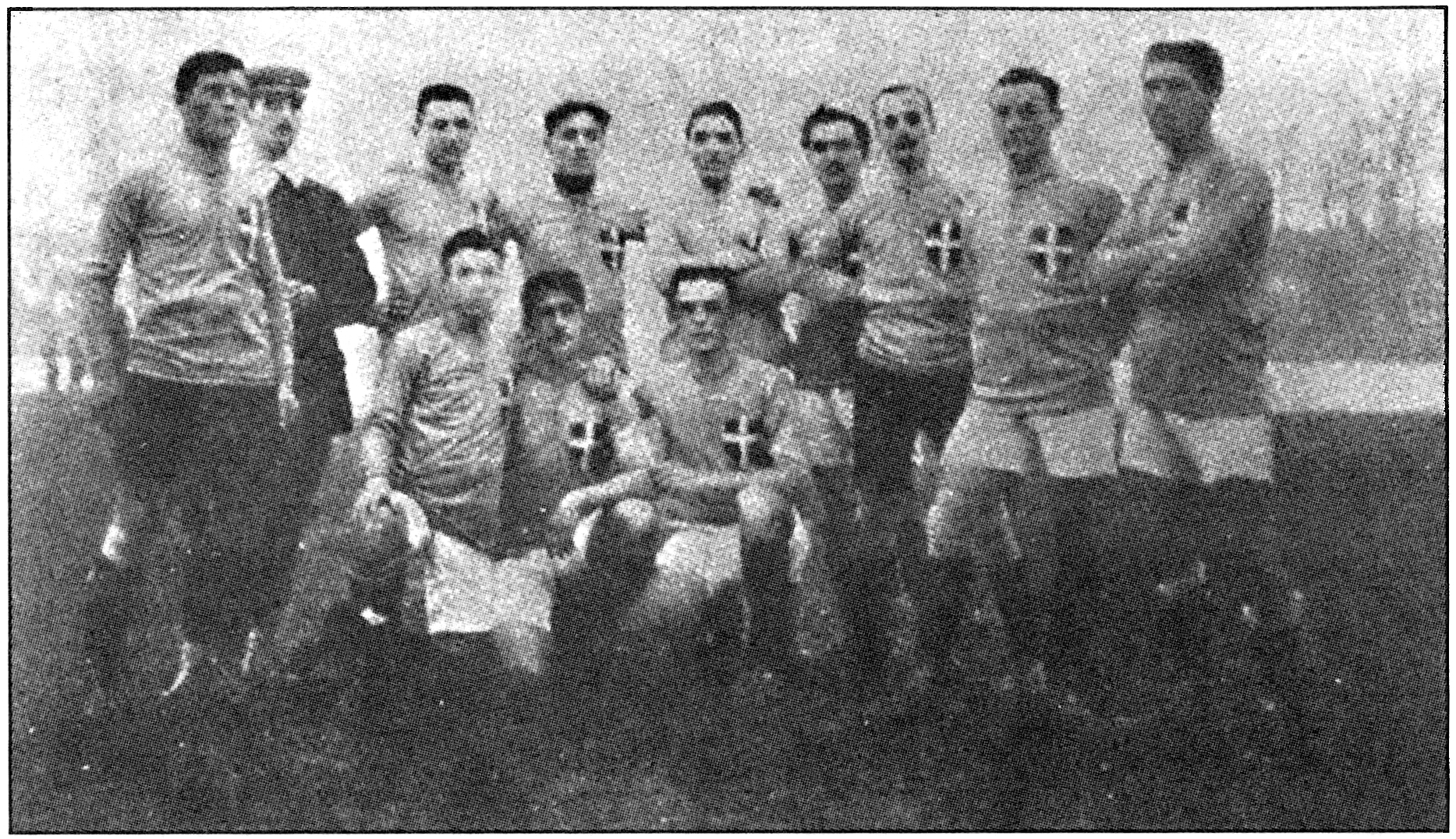
6 gennaio 1911: la nazionale italiana indossa per la prima volta la maglia azzurra; si noti la presenza della grande croce sabauda sulla zona sinistra del petto

La prima disciplina sportiva ad adottare la maglia azzurra quale simbolo di appartenenza all'Italia fu il calcio. All'esordio della nazionale italiana di calcio, avvenuto nel 1910, fu utilizzata una divisa di colore bianco con polsini e collo inamidati e nastro tricolore appuntato sopra.
Una leggenda vuole che, nel momento di decidere la prima tenuta di gioco, si fosse voluto far indossare alla selezione nazionale la maglia bianca in onore del club italiano più forte del momento, la Pro Vercelli; in realtà, le fonti storiche riportano che in vista dell'esordio assoluto della nazionale non si fosse ancora raggiunto l'accordo sulla divisa ufficiale, e dunque si decise di non colorarla, lasciandola di un colore neutro, il bianco.
La tenuta bianca è stata sostituita da quella azzurra il 6 gennaio 1911 quando, all'Arena Civica, fu disputato un incontro calcistico della nazionale italiana contro quella ungherese, vinto poi per 1-0 da quest'ultima. La maglia bianca non venne accantonata completamente, ma rimase come seconda divisa.

### Rosso corsa

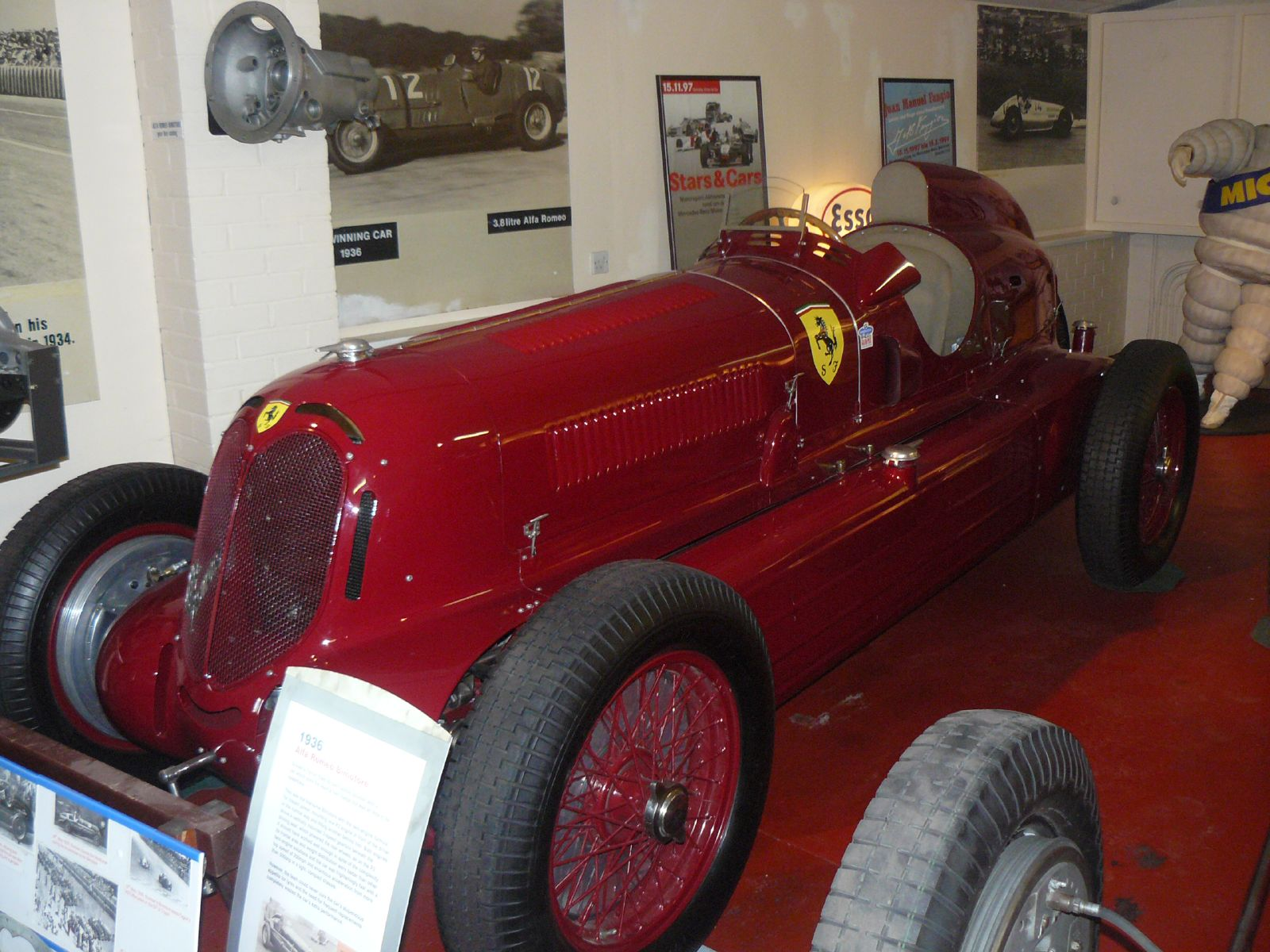
Un'Alfa Romeo 16C Bimotore.

Il rosso corsa è una particolare gradazione di rosso, stabilita dalla FIA, che veniva applicata alle auto italiane nelle corse automobilistiche. Fin dagli anni venti del XX secolo le automobili da corsa italiane abbandonarono il colore nero per adottare il rosso.
Alfa Romeo, Maserati e in seguito Ferrari verniciavano con questo colore le loro vetture da competizione, affinché il pubblico potesse distinguere le squadre italiane che gareggiavano in campionati automobilistici. Secondo lo schema stabilito dall'associazione che in seguito sarebbe diventata la FIA, le auto francesi dovevano essere blu, le vetture tedesche bianche, le auto britanniche verdi e le vetture italiane, come già accennato, rosse.
Il rosso Ferrari è definito come una tonalità più chiara, mentre il rosso Alfa con una tonalità più scura e il rosso Maserati con una gradazione ancora più scura, quasi tendente al marrone. La nazionalità, e quindi il colore ad essa associato, non era determinato dal paese in cui il veicolo viene costruito né dalla nazionalità dei piloti, ma da quella della scuderia che iscrive il veicolo. Questi colori nazionali a partire dal 1968 vennero spesso sostituiti da quelli relativi allo sponsor.

### Sciarpa azzurra
La sciarpa azzurra è posta di traverso sull'uniforme degli ufficiali delle forze armate, dei corpi di polizia ad ordinamento militare e non militare italiani, in determinate circostanze.
Dall'Ottocento a tutt'oggi è indossata ad armacollo (eccezion fatta per i Corazzieri che la cingono in vita), di norma dalla spalla destra al fianco sinistro. Essa viene portata sulla grande uniforme, in determinati servizi come il "picchetto" o dagli ufficiali in tenuta di servizio durante le cerimonie.
Lo stesso distintivo è indossato anche dai presidenti delle province e sindaci delle città metropolitane nelle cerimonie ufficiali.

### Stella d'Italia

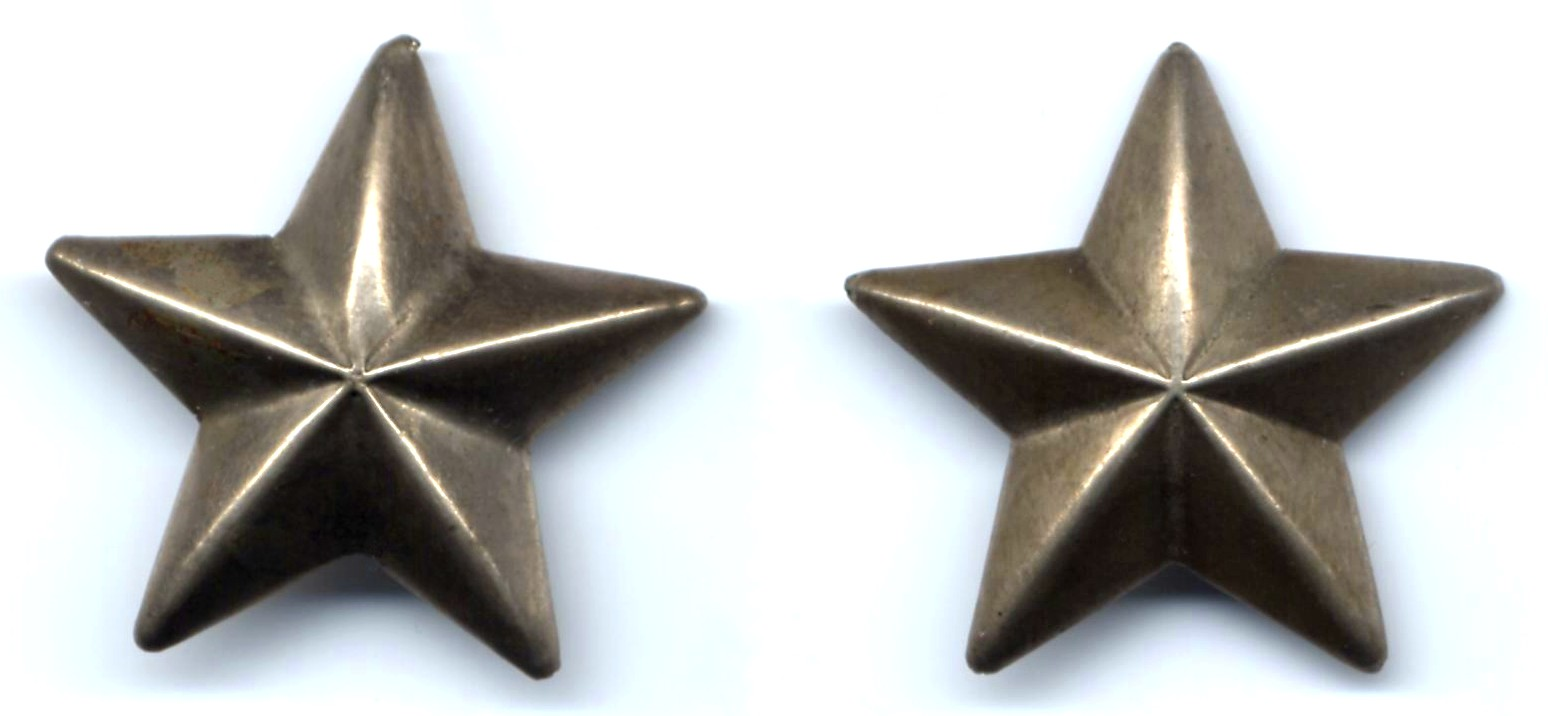
Le stellette delle divise delle forze armate italiane, che hanno la propria origine nella Stella d'Italia.

La Stella d'Italia, conosciuta popolarmente come Stellone, è una stella a cinque punte, bianca, che da molti secoli rappresenta la terra italiana. È il più antico simbolo patrio italiano, dato che risale all'antica Grecia. Da un punto di vista allegorico, la Stella d'Italia rappresenta metaforicamente il fulgido destino dell'Italia. Nel 1947 la Stella d'Italia è stata inserita al centro dell'emblema della Repubblica Italiana, disegnato da Paolo Paschetto.
L'origine della Stella d'Italia risale al VI secolo a.C., quando il poeta Stesicoro, nel poema Iliupersis (Caduta di Troia), creò la leggenda di Enea che, fuggendo dalla città di Troia, presa e incendiata dai Greci, tornò in Italia, la terra dei suoi antenati, guidato dalla Stella di Venere, che subito dopo il tramonto è visibile sull'orizzonte a ovest. Nell'antica Grecia l'Italia incominciò quindi a essere associata alla Stella di Venere perché posta a occidente della penisola ellenica. Da questa constatazione nacque uno dei nomi con cui era conosciuta l'Italia in questa epoca storica: Esperia, ovvero "terra di Espero, l'astro della Sera consacrato a Venere".
Il significato protettivo o provvidenziale della stella, che perdura fino a oggi, nacque durante l'epoca risorgimentale ed è stato poi ripreso dal Fascismo e dalla Resistenza, oltre che dai repubblicani come dai monarchici in occasione del referendum istituzionale del 2 giugno 1946, confermando il suo valore unificatore, che è pari a quello del bandiera italiana.

## Simboli in disuso

### Lira italiana

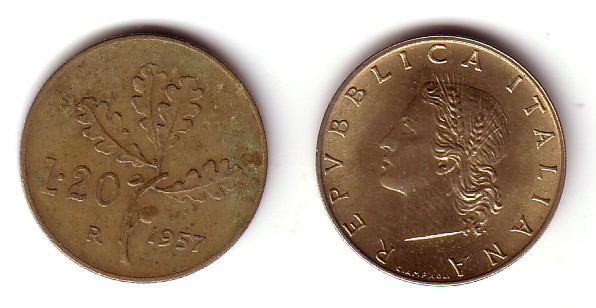
20 lire del 1957.

La lira italiana è stata la valuta ufficiale dell'Italia fino al 1º gennaio 1999, quando venne ufficialmente sostituita dall'euro; è stata in circolazione fino al 28 febbraio 2002. Viene rappresentata dal simbolo ₤, posto davanti alla cifra. Il suo codice ISO 4217 è ITL.
Il nome "lira" deriva dal latino libra ("bilancia"), che, prima con i Libripens dell'antica Roma e poi con Carlo Magno, indicherà sia un'unità di peso (in italiano libbra) sia un bene, come un'unità monetaria (la libbra d'argento). Fu il doge della Repubblica di Venezia Nicolò Tron a coniare nel 1472 la prima lira d'argento da 20 soldi (6,52 g con titolo di 948/1000), la lira Tron, cui seguì quella del doge Pietro Mocenigo. L'esempio fu poi seguito da altri Stati italiani, che incominciarono a coniare monete a cui diedero il nome "lira": queste ultime cominciarono pertanto a diffondersi lungo tutta la penisola italiana.
L'introduzione della lira italiana va invece fatta risalire all'epoca napoleonica: in particolare questa moneta venne introdotta durante la seconda campagna d'Italia con la ricostituzione della Repubblica Cisalpina come Repubblica Italiana (gennaio 1802), trasformatasi poi nel Regno d'Italia (marzo 1805).

### Stemma del Regno d'Italia
Lo stemma del Regno d'Italia è stato l'emblema nazionale del Regno d'Italia. È essenzialmente formato da una croce sabauda (di rosso alla croce argento) a cui sono aggiunti ornamenti esteriori; fu normato per la prima volta con una deliberazione della Consulta araldica il 4 maggio 1870. Nel corso della sua storia venne modificato due volte, nel 1890 e nel 1929. In seguito al referendum istituzionale del 1946, con cui in Italia fu abolita la monarchia, fu sostituito dall'emblema della Repubblica Italiana.

### Esplicative
1. ↑  Il soggetto centrale della stampa è formato da tre figure femminili con abiti formanti il Tricolore. Al centro è presente una Vittoria alata sormontata dalla Stella d'Italia e ornata da un collare recante lo stemma Savoia. Sulla sinistra è presente l'Italia turrita, mentre a destra compare la dea Roma con elmo romano avente in mano una lancia e uno scudo con l'immagine della Lupa capitolina allattante Romolo e Remo. A sinistra è presente la palma della vittoria, mentre sullo sfondo si riconoscono il Vittoriano, la statua equestre di Marco Aurelio del Campidoglio, il Colosseo, un arco di trionfo, la Colonna Traiana, la scritta SPQR e un putto alato che suona la squilla della vittoria. L'immagine è sormontata da un intreccio di rami di quercia e di corbezzolo, mentre in basso è presente un'aquila con ali spiegate entro una corona d'alloro.
2. 1 2  [...] La bandiera della Repubblica è il tricolore italiano: verde, bianco e rosso, a tre bande verticali di eguali dimensioni. [...]
Articolo nº 12 della Costituzione della Repubblica Italiana del 27 dicembre 1947, pubblicata sulla Gazzetta Ufficiale della Repubblica Italiana nº 298, Edizione Straordinaria, del 27 dicembre 1947 ed entrata in vigore il 1º gennaio 1948.
3. ↑  La terminologia utilizzata nel testo costituzionale è araldicamente impropria: la "banda", per definizione, è quel tipo di partizione che divide la bandiera diagonalmente. La definizione corretta avrebbe dovuta essere "interzata in palo". Cfr. manuale ragionato di araldica su "manuali.lamoneta.it".
4. ↑  Eccetto che negli sport automobilistici, dove il colore assegnato all'Italia è tradizionalmente il rosso corsa, e in altre discipline come ciclismo e sport invernali, che sovente fanno uso del bianco.
5. ↑  Il Vocabolario Treccani utilizza indifferentemente sia la "T" maiuscola che la "t" minuscola. Cfr. il lemma "tricolóre" su "treccani.it".

### Bibliografiche
1. 1 2   I simboli della Repubblica, su quirinale.it. URL consultato l'8 novembre 2017.
2. ↑  Calabrese, p. 109.
3. ↑   Legge 23 novembre 2012, n. 222, su normattiva.it. URL consultato il 30 novembre 2014.
4. ↑   Legge 23 novembre 2012, n. 222, su gazzettaufficiale.it. URL consultato il 30 novembre 2014.
5. 1 2   Il corbezzolo simbolo dell'Unità d'Italia. Una specie che resiste agli incendi, su altovastese.it. URL consultato il 25 gennaio 2016.
6. 1 2 3 4  Rossi, p. 38.
7. ↑   La Costituzione della Repubblica Italiana, su governo.it. URL consultato il 14 gennaio 2016 (archiviato dall'url originale il 29 aprile 2015).
8. ↑  Villa, pp. 37-38.
9. ↑   Renato Bricchetti, Codice penale e leggi complementari. Giurisprudenza, schemi e tabelle, su books.google.it. URL consultato il 17 febbraio 2016.
10. 1 2 3   I simboli della Repubblica (PDF), su quirinale.it. URL consultato il 14 gennaio 2016 (archiviato dall'url originale il 6 ottobre 2015).
11. ↑   Origini della bandiera tricolore italiana (PDF), su elearning.unite.it. URL consultato il 2 marzo 2017 (archiviato dall'url originale il 24 febbraio 2017).
12. ↑  Fiorini, p. 705.
13. ↑  Villa, p. 26.
14. 1 2   LEGGE 4 dicembre 2017, n. 181 - Gazzetta Ufficiale, su gazzettaufficiale.it, 15 dicembre 2017. URL consultato il 15 dicembre 2017.
15. ↑  Maiorino, p. 20.
16. 1 2   Il Canto degli Italiani, su storico.org. URL consultato il 5 marzo 2015.
17. 1 2   I simboli della Repubblica - L'inno nazionale, su quirinale.it. URL consultato il 7 agosto 2014.
18. ↑  Maiorino, p. 50.
19. ↑  Ridolfi, p. 149.
20. ↑  Ridolfi, p. 147.
21. 1 2  Maiorino, p. 18.
22. ↑  Decreto legislativo 5 maggio 1948, n. 535, in materia di "Foggia ed uso dell'emblema dello Stato."
23. 1 2 3 4 5   I simboli della Repubblica – L'emblema, su quirinale.it.
24. 1 2  Villa, p. 137.
25. ↑  Villa, pp. 138-137.
26. ↑  Villa, p. 139.
27. ↑   Carlo Bertelli, E l'astro del mattino diventò lo stellone d'Italia, in Corriere della Sera, 14 giugno 2011,  p. 50 (archiviato dall'url originale il 1º luglio 2012).
28. 1 2 3   Lo Stendardo presidenziale, su quirinale.it. URL consultato il 22 settembre 2010.
29. ↑  Tobia, p. 45.
30. ↑  Guida rossa del TCI, volume Roma, edizione del 2004, p. 200)
31. ↑   Il Vittoriano, su difesa.it. URL consultato il 1º gennaio 2018.
32. ↑  Levi, p. 322.
33. 1 2  Coppola, p. 37.
34. 1 2 3   L'Altare della Patria, su quirinale.it. URL consultato il 1º gennaio 2018.
35. ↑   Vittoriano, su romaspqr.it. URL consultato il 2 gennaio 2018.
36. ↑  Levi, p. 316.
37. ↑  Levi, p. 323.
38. ↑  Tobia, p. 54.
39. ↑  Ridolfi, p. 169.
40. ↑  Tobia, p. 109.
41. ↑   Festa della Repubblica: le foto della parata a Roma, su panorama.it. URL consultato il 19 gennaio 2016.
42. 1 2 3 4   Perché la Festa della Repubblica è proprio il 2 giugno, su ilpost.it. URL consultato il 19 gennaio 2016.
43. ↑  Grossmann.
44. ↑  Martinelli, p. 45.
45. 1 2 3   Luigi Atzori, Azzurri – origine del colore della nazionale, su aserramanna.it, 29 luglio 2012. URL consultato il 18 marzo 2016.
46. 1 2  Decreto legislativo 18 agosto 2000, n. 267, articolo 50, in materia di "Testo unico delle leggi sull'ordinamento degli enti locali"
47. 1 2 3  Marchesini, p. 317.
48. ↑   Conosci Torino?, su associazionetommaseo.it. URL consultato il 18 agosto 2018.
49. ↑   Le uniformi da Vittorio Amedeo II a Carlo Emanuele III, su bandieresabaude.it. URL consultato il 18 agosto 2018.
50. ↑   La Coccarda alla Biblioteca Museo Risorgimento, su castellalfero.net. URL consultato il 7 maggio 2017.
51. ↑   Renata Polverini: coccarde tricolori alla sua giunta ma i colori sono invertiti – Il Messaggero, su nuovaresistenza.org. URL consultato il 6 maggio 2017.
52. 1 2 3   Nicola Ferorelli, La vera origine del tricolore italiano, in Rassegna storica del Risorgimento, vol. XII, fasc. III, 1925,  p. 662. URL consultato il 4 giugno 2017 (archiviato dall'url originale il 31 marzo 2019).
53. ↑   L’Esercito del primo Tricolore (PDF), su difesa.it. URL consultato l'8 marzo 2017 (archiviato dall'url originale il 9 marzo 2017).
54. ↑   Mostra Giovan Battista De Rolandis e il Tricolore, su 150.provincia.asti.it. URL consultato il 14 gennaio 2016 (archiviato dall'url originale il 1º gennaio 2016).
55. ↑  Villa, p. 12.
56. ↑   Nicola Ferorelli, La vera origine del tricolore italiano, in Rassegna storica del Risorgimento, vol. XII, fasc. III, 1925,  pp. 654-680, SBN PUV0630850. URL consultato il 24 novembre 2019 (archiviato dall'url originale il 28 settembre 2013).
57. 1 2   Alfredo Cattabiani, Florario: miti, leggende e simboli di fiori e piante, Mondadori, 1996,  p. 321.
58. ↑  Perri, p. 1.
59. ↑   Lo sguardo del Fanciullino: visione piatta e scontata del reale o potenzialità evocativa di eccezionale libertà e freschezza? (PDF), su comitatoqualitavita.it. URL consultato il 26 febbraio 2017.
60. 1 2  Caliaro, p. 25.
61. ↑   L'immagine dell'Italia, eredità antica - Dall'avventura coloniale al primo dopoguerra (sezione III, parte V) (PDF), su archeobologna.beniculturali.it. URL consultato il 26 gennaio 2016 (archiviato dall'url originale il 26 luglio 2021).
62. ↑  Bazzano, p. 37.
63. 1 2 3  Bazzano, p. 7.
64. ↑   Identità, identificazione e riconoscimento, su books.google.it.
65. ↑  Chiesa, p. 41.
66. ↑  Rizzoli-Corriere della Sera, p. 11.
67. ↑  Articolo 50, D.Lgs.267/2000
68. ↑   La Civiltà cattolica, Volume 1; Volume 11, 1879, su books.google.it. URL consultato il 4 giugno 2017.
69. ↑  Bazzano, p. 174.
70. 1 2  Bazzano, p. 101.
71. ↑  Bazzano, p. 12.
72. ↑   Corriere 28/02/2017 - L'addio definitivo alla Lira, su corriere.it, angelosiciliano.com. URL consultato il 7 febbraio 2016.
73. ↑   Araldica della Real Casa di Savoia, su ossml.altervista.org. URL consultato l'8 febbraio 2016 (archiviato dall'url originale il 10 marzo 2016).